# Жовті Води II
Жо́вті Во́ди II — вантажна залізнична станція Криворізької дирекції Придніпровської залізниці. 
Розташована в м. Жовті Води, Жовтоводська міська рада, Дніпропетровської області на лінії Жовті Води I — Жовті Води II. Є тупиковою станцією, від якої існують численні під'їзди до промислових підприємств міста. В основному використовується для обслуговування Східного ГЗК. Найближча станція Жовті Води I (13 км).
Пасажирське сполучення відсутнє.